# Rise Up (album de Cypress Hill)
Pour les articles homonymes, voir Rise Up.
Albums de Cypress Hill
Super Hits
(2008) Strictly Hip Hop: The Best of Cypress Hill
(2010)
Singles
1. Get 'Em Up
Sortie : 18 août 2009
2. It Ain't Nothin'
Sortie : 28 janvier 2010
3. Rise Up
Sortie : 23 février 2010
4. Armada Latina
Sortie : 2 mars 2010

Rise Up est le huitième album studio de Cypress Hill, sorti le 20 avril 2010.
L'album s'est classé 2e au Top Rap Albums, 5e au Top R&B/Hip-Hop Albums et 19e au Billboard 200.

## Liste des titres
| No  | Titre                                                | Contient un (des) sample(s) de                       | Durée |
| --- | ---------------------------------------------------- | ---------------------------------------------------- | ----- |
| 1.  | It Ain't Nothin' (featuring Young De)                |                                                      | 4:01  |
| 2.  | Light It Up                                          | Standing in the Shadows of Love de Barry White       | 3:17  |
| 3.  | Rise Up (featuring Tom Morello)                      |                                                      | 3:50  |
| 4.  | Get It Anyway                                        |                                                      | 4:20  |
| 5.  | Pass the Dutch (featuring Evidence et The Alchemist) | Hits From the Bong (T-Ray Mix) de Cypress Hill       | 3:20  |
| 6.  | Bang Bang                                            | Bang Bang (My Baby Shot Me Down) de Cher             | 3:49  |
| 7.  | K.U.S.H.                                             | Dr. Greenthumb de Cypress Hill                       | 4:57  |
| 8.  | Get 'Em Up                                           | Brown Baby de Billy Paul AJ Scratch de Kurtis Blow   | 3:52  |
| 9.  | Carry Me Away (featuring Mike Shinoda)               |                                                      | 4:07  |
| 10. | Trouble Seeker (featuring Daron Malakian)            |                                                      | 3:39  |
| 11. | Take My Pain (featuring Everlast)                    | Break on Through (To the Other Side) des Doors       | 3:36  |
| 12. | I Unlimited                                          | Buffalo Gals de Malcolm McLaren                      | 4:25  |
| 13. | Armed & Dangerous                                    | I Didn't Realize That the Show Was Over des Miracles | 3:27  |
| 14. | Shut 'Em Down (featuring Tom Morello)                | Shut 'Em Down de Public Enemy                        | 3:26  |
| 15. | Armada Latina (featuring Pitbull et Marc Anthony)    | Suite: Judy Blue Eyes de Crosby, Stills & Nash       | 4:04  |

| 16. | Dead Man's Gun (featuring Young De) | 4:01 |

| 16. | Rise Like Smoke | 3:45 |

| 16. | Strike the Match | 3:33 |
| 17. | Get Higher       | 4:30 |